# ثوم نابولي
ثوم نابولي أو الثوم الأبيض (باللاتينية: Allium neapolitanum) نوع نباتي عشبي يتبع جنس الثوم من الفصيلة الثومية.

## الموئل والانتشار
ينتشر في بلاد الشام ووادي النيل وتركيا واليونان وألبانيا ومقدونيا وصربيا والجبل الأسود والبوسنة وكرواتيا وسلوفينيا وإيطاليا وفرنسا وإسبانيا والبرتغال.